# Podul I-35W de pe Mississippi

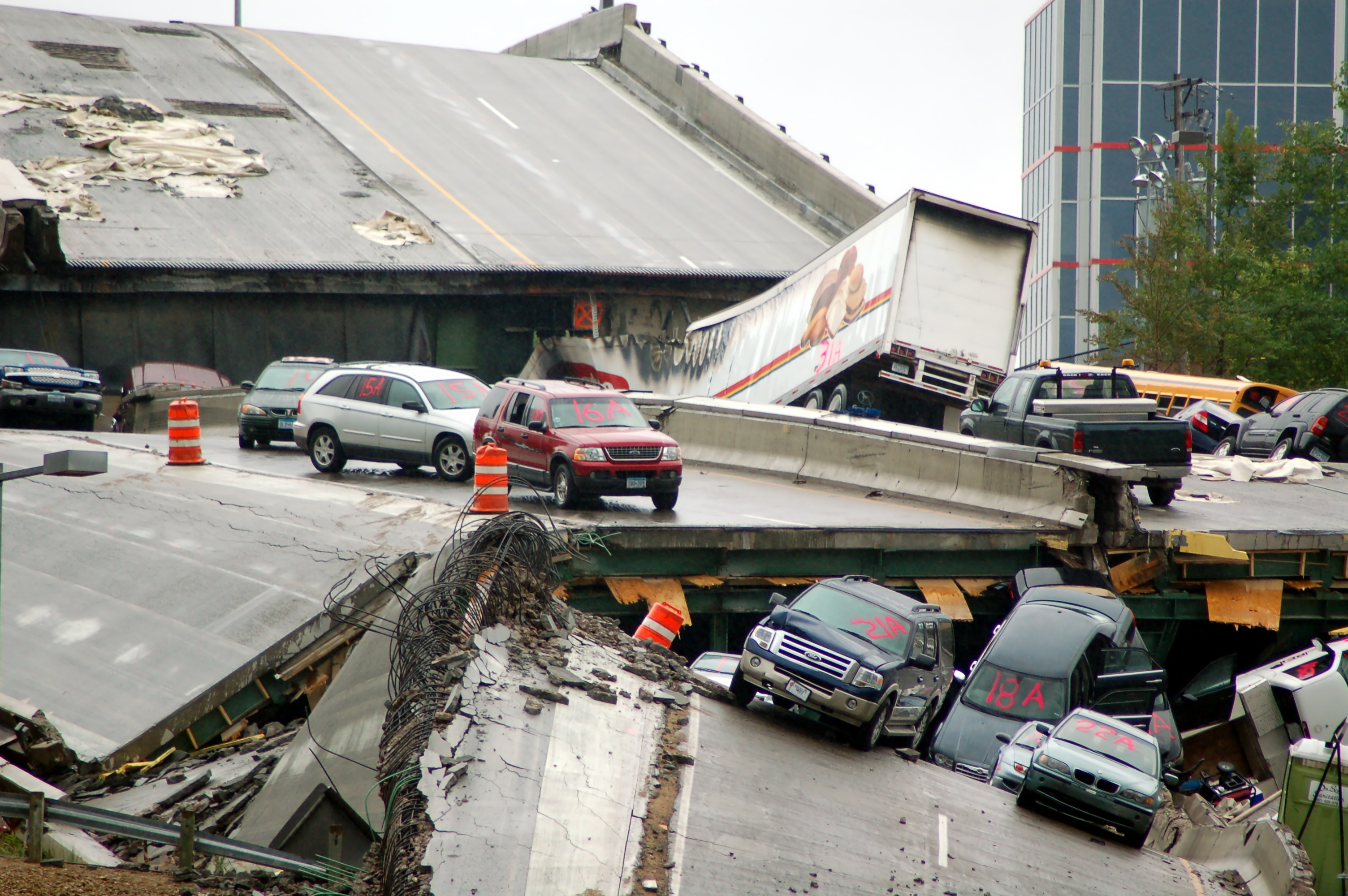
Automobile aflate pe partea prăbușită a podului I-35W peste fluviul Mississippi, după prăbușirea din 1 august 2007.

Podul I-35W peste fluviul Mississippi (denumit și Bridge 9340), a fost construit în 1967 de către Departamentul de Transporturi din Minnesota (Mn/DOT).